# Millenaryzm
Ten artykuł należy dopracować:

przedstawiono sytuację tylko z judeochrześcijańskiej perspektywy – artykuł powinien być przekrojowy.
Pomóż go poprawić. Na stronie dyskusji mogą znajdywać się pomocne komentarze.

Koncepcje Milenium w chrześcijaństwie

Millenaryzm lub milenaryzm (łac. mille „tysiąc”), także chiliazm (od gr. χίλια [chilia] „tysiąc”) – w judaizmie i chrześcijaństwie pogląd wyznający bliskie nadejście tysiącletniego panowania Królestwa Bożego, szczególnej formy epoki mesjańskiej. Interpretując pewne fragmenty Biblii, zwłaszcza Księgę Apokalipsy 20,1-7, wyznania i ruchy milenarystyczne wierzą, że owo milenium będzie okresem tysiąca lat zbawienia i panowania szczęśliwości na Ziemi.

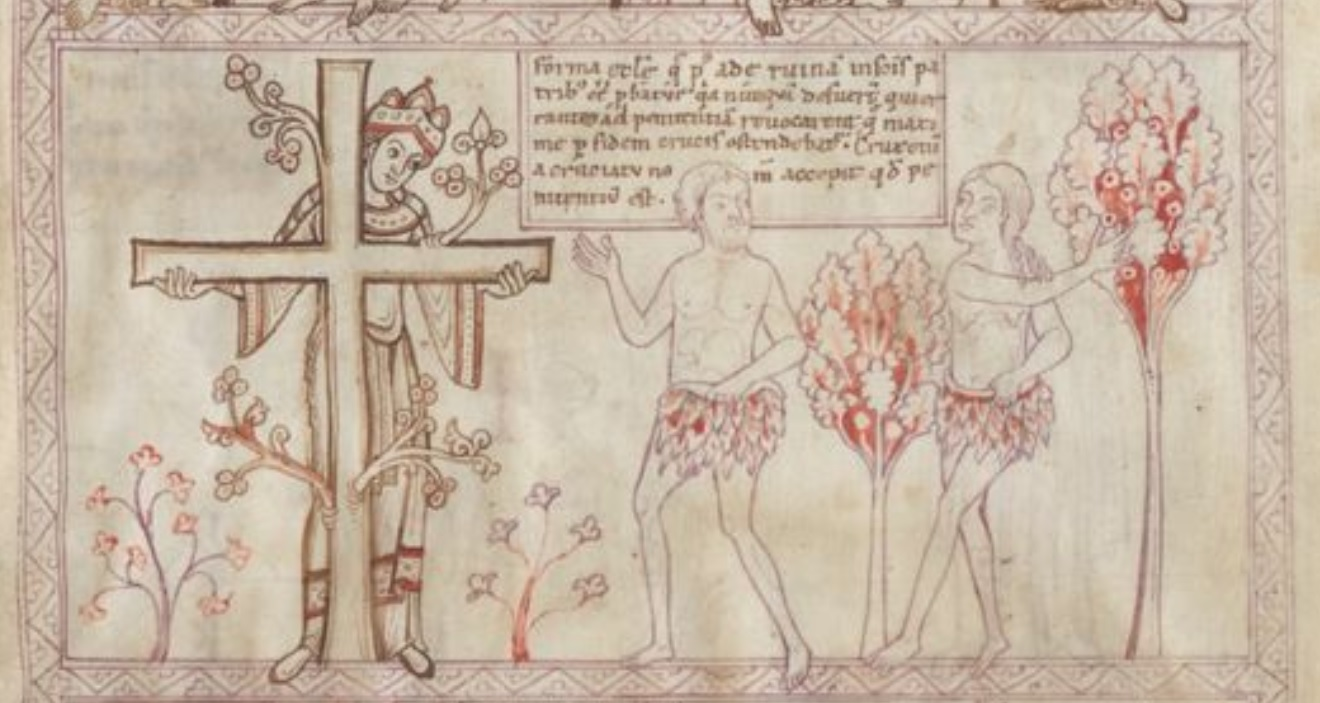
Według św. Justyna (100-167) komentującego Księgę Izajasza 65,22 w wersji Septuaginty ludzkość żyjąca w tysiącletnim królestwie miała mieć dostęp do nowego Drzewa życia, podobnie jak źródłem długiego, tysiącletniego życia Adama i Ewy było Drzewo życia w raju (Dialog z Żydem Tryfonem 81,3-4). W rozumieniu teologii chrześcijańskiej tym drzewem jest Krzyż Chrystusa lub sam Chrystus. Miniatura z dzieła Dialog o chwale Krzyża świętego (Ratyzbona, 1170-1180) z napisem: „Kościół oferuje ludzkości kwitnące drzewo życia krzyża”.

## W judaizmie
U źródeł milenaryzmu leżały mesjanistyczne koncepcje judaizmu, które wyrastały z interpretacji proroczych ksiąg Starego Testamentu, szczególnie Izajasza i Daniela. Izajasz w swojej księdze przedstawia obraz idealnego króla, potomka Dawida, którego pokojowe i sprawiedliwe rządy doprowadzą kraj do duchowego odrodzenia, do stanu moralnej i religijnej doskonałości oraz zapewnią poddanym doczesne dobrodziejstwa. Natomiast Księga Daniela przepowiada zagładę ludzkich królestw i zastąpienie ich „królestwem” ustanowionym przez Boga. Według 7 rozdziału władzę nad całym światem Bóg miał powierzyć „Synowi człowieczemu”, czyli Mesjaszowi oraz „ludowi świętych Najwyższego”.
Koncepcje mesjańskie w Biblii hebrajskiej kształtowały się stopniowo. Początkowo chodziło o ziemskie dobrodziejstwa, odrodzenie polityczne i repatriację mieszkańców Izraela. Nadzieja ta się rozwijała i z czasem nabrała charakteru uniwersalnego.
Prorocy głosili nadzieję idealnej przyszłości mesjańskiej, urzeczywistnionej pod panowaniem pomazańca z domu Dawida – nadzieję złotego wieku rajskiej szczęśliwości. Miała się ona zrealizować w formie doskonałego świata pokoju i harmonii wśród wszystkich stworzeń, powrotu do anielskiego stanu człowieka przed zgrzeszeniem (Iz 11,1-10; 65,17-25: nowe niebiosa i nowa ziemia). Nawrócenie wszystkich stworzeń, by utworzyły jedno społeczeństwo spełniające wolę Bożą – oto zasadniczy cel mesjańskiej nadziei Izraela; lecz przed ustanowieniem królestwa Bożego musi nastąpić usunięcie „królestwa przemocy”. Persko-babiloński rok świata złożony z dwunastu tysiącleci przekształcił się w eschatologii żydowskiej w tydzień składający się z siedmiu mileniów, odpowiadający tygodniowi stwarzania; słowa psalmu: „tysiąc lat w oczach twoich jest jak dzień wczorajszy” (Ps 90/89/,4), nasuwały myśl, iż obecny świat pełen znoju (olam ha-zeh) ma być zastąpiony przez milenium szabatu, „świat przyszły” (olam ha-ba).
Idea podziału historii na siedem tysiącletnich okresów, którego ostatnie, siódme, miało być szabatowym „złotym tysiącleciem”, występuje często w żydowskiej apokaliptycznej literaturze Judaizmu hellenistycznego.

## Interpretacja źródeł nowotestamentalnych
Idea tysiącletniego Królestwa mesjańskiego, popularna w pierwszych stuleciach chrześcijaństwa, ma swe korzenie  w Nowym Testamencie.
Rozumienie milenium w teologii chrześcijańskiej zależało od koncepcji urzeczywistniania się Królestwa Bożego (gr. basileia ton Theon) na ziemi. Było ono kluczowe w nauczaniu Jezusa Chrystusa i Nowego Testamentu. W czterech ewangeliach termin ten występuje ponad 100 razy. Jezus mówił o „zbliżaniu się królestwa” (Mk 1,15), nauczał o nim w Kazaniu na Górze (Mat 5 – 7), w swoich przypowieściach – np. O siewcy i O Talentach – w modlitwach, w rozmowach z przeciwnikami, np. z Piłatem i faryzeuszami. Sam przedstawiał się jako „Syn Człowieczy” i „Król”. Piotrowi i tym, którzy poszli za nim obiecał współkrólowanie z nim: „Przy odrodzeniu, gdy Syn Człowieczy zasiądzie na swym tronie chwały, wy, którzy poszliście za Mną, zasiądziecie również na dwunastu tronach, sądząc dwanaście pokoleń Izraela” (Mt 19, 28).
Innym pojęciem ważnym dla zrozumienia milenaryzmu jest szabat. Jedna z wersji milenaryzmu interpretuje powiedzenie Jezusa „Syn Człowieczy jest Panem szabatu” (Mt 12, 8) jako nawiązanie do tysiącletniego szabatu, ostatniego z siedmiu tysiącleci istnienia świata. 
Piotr Apostoł głosił „czasy przywrócenia wszystkiego” (Dzieje 3, 21).
Przede wszystkim jednak milenaryzm sięga do tekstów z Księgi Apokalipsy. Chodzi zwłaszcza o fragment z 20 rozdziału, wersety 1-7, w którym mowa jest o królowaniu świętych z Chrystusem-Mesjaszem „tysiąc lat” (gr. χίλια ἔτη /chilia eti):

1 Potem ujrzałem anioła, zstępującego z nieba, który miał klucz od Czeluści i wielki łańcuch w ręce. 2 I pochwycił Smoka, Węża starodawnego, którym jest diabeł i szatan, i związał go na tysiąc lat. 3 I wtrącił go do Czeluści, i zamknął, i pieczęć nad nim położył, by już nie zwodził narodów, aż tysiąc lat się dopełni. A potem ma być na krótki czas uwolniony. 4 I ujrzałem trony – a na nich zasiedli [sędziowie], i dano im władzę sądzenia – i ujrzałem dusze ściętych dla świadectwa Jezusa i dla Słowa Bożego, i tych, którzy pokłonu nie oddali Bestii ani jej obrazowi i nie wzięli sobie znamienia na czoło ani na rękę. Ożyli oni i tysiąc lat królowali z Chrystusem. 5 A nie ożyli inni ze zmarłych, aż tysiąc lat się skończyło. To jest pierwsze zmartwychwstanie. 6 Błogosławiony i święty, kto ma udział w pierwszym zmartwychwstaniu: nad tymi nie ma władzy śmierć druga, lecz będą kapłanami Boga i Chrystusa i będą z Nim królować tysiąc lat. 7 A gdy się skończy tysiąc lat, z więzienia swego szatan zostanie zwolniony.

Inne fragmenty Księgi Apokalipsy, do których odwołuje się chiliazm to rozdział 5:

9 I taką nową pieśń śpiewają: 'Godzien jesteś wziąć księgę i jej pieczęcie otworzyć, bo zostałeś zabity i nabyłeś Bogu krwią twoją [ludzi] z każdego pokolenia, języka, ludu i narodu, 10 i uczyniłeś ich Bogu naszemu królestwem i kapłanami, a będą królować na ziemi'.

## Ojcowie apostolscy i poapostolscy
Milenaryzm był bardzo rozpowszechniony w początkowym okresie istnienia Kościoła chrześcijańskiego, zwłaszcza w II w. Można dostrzec ścisłą zależność wczesnochrześcijańskich autorów od współczesnego im judaizmu. Zwłaszcza gdy chodzi o podobną interpretację zapowiedzi znajdujących się w Biblii hebrajskiej. 
Poglądy milenarystyczne kształtowały się odmiennie w zależności od regionu – w kościołach chrześcijańskich Azji mniejszej, Syrii, Egiptu i Rzymu. W pierwszych stuleciach były to wspólnoty składające się w większości z Żydów, stąd należy mówić tu o teologii judeo-chrześcijańskiej.

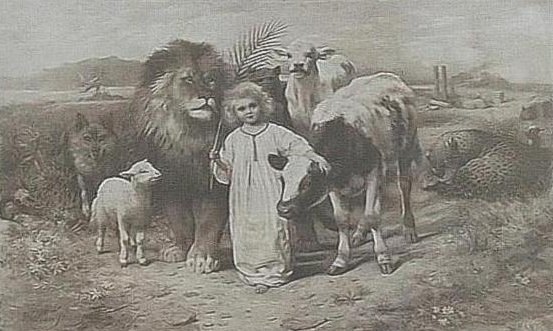
William Strutt, Pokój (1886). Ilustracja do Izajasza 11,6-7. Według pierwotnej judeo-chrześcijańskiej wizji milenium miało cechować zapowiadane przez Izajasza pojednanie zwierząt. Laktancjusz mówił w Divinae Institutiones VII, 24, że „Zwierzęta nie będą już żywić się krwią”.

### Najstarsza wersja z Azji mniejszej i Syrii
Najstarsze koncepcje milenarystyczne można odnaleźć w Azji mniejszej, gdzie powstała Apokalipsa św. Jana, i w Syrii. Wiedzy o nich dostarcza Papiasz (ok. 70-135), cytowany przez Ireneusza z Lyonu (140-202). Mówiły one, że przed końcem świata nastąpi tysiącletnie ziemskie panowanie Chrystusa-Mesjasza, będące „odpocznieniem świętych”. To eschatologiczne tysiącletnie królestwo ma mieć cechy podobne do utraconego przez ludzkość raju. Wyobrażenie o tym, jak ma ono wyglądać czerpano z Biblii hebrajskiej, szczególnie z Księgi Izajasza, oraz z Apokalipsy: pojednanie zwierząt, niezwykła płodność ziemi i tysiącletnie długie ludzkie życie. Taki milenaryzm znajdujemy zarówno u ortodoksyjnych, jak i heterodoksalnych autorów m.in. u Papiasza, Cerynta, Montana i Tertuliana.
Pod wpływem tego milenaryzmu byli św. Justyn (100-167) oraz Ireneusz z Lyonu. Justyn w swym Dialogu z Żydem Tryfonem odwoływał się do wcześniejszych tradycji, według których tysiącletnie królestwo będzie jak nowy raj, w którym Adam i Ewa, karmieni z drzewa życia mieli cieszyć się tysiącem lat życia. W wersji mesjańskiego rozdziału 65 Księgi Izajasza znajdującej się w greckim przekładzie Septuaginty w wersie 22 dodano zdanie, którego nie ma w hebrajskim oryginale: „Jak dni drzewa życia, tak będą dni mego ludu”. Justyn komentował to zdanie wiążąc je z popularną interpretacją psalmu 90(89),4. Rozumiał jeden dzień życia Adama jako tysiąc lat, niedopełnionych jednak z powodu grzechu pierworodnego (por. Księga Rodzaju 5,5: „Ogólna liczba lat, które Adam przeżył, była dziwięćset trzydzieści. I umarł”.

Teraz jesteśmy zdania. . . że w słowach: Według tego jak było za dni drzewa, tak będą dni mego ludu ... rozumie on (Izajasz) tysiąc lat w tajemnicy. Albowiem według tego, co powiedziano Adamowi, że w dniu, w którym spożyje z drzewa, w tym dniu umrze (Rdz 2, 17), wiemy, że nie wypełnił tysiąca lat. Rozumiemy także, że powiedzenie: Dzień Pański jest jak tysiąc lat, zgadza się z tym. I dalej, człowiek, który między nami jest nazywany Janem, jeden z Apostołów Chrystusa, prorokował w Objawieniu, że ci, którzy uwierzyli w naszego Chrystusa, spędzą tysiąc lat w Jerozolimie, po czym nastąpi powszechne, jednym słowem, wieczne zmartwychwstanie wszystkich naraz, po którym nastąpi sąd. A nasz Pan powiedział także: Nie będą się żenić, ani za mąż wychodzić lecz będą jak aniołowie (por. Mt 22,30), będąc dziećmi Boga zmartwychwstania (Dialog z Żydem Tryfonem 81,3-4).

Motyw paralelizmu tysiąclecia i tysiącletniego życia Adama w raju Justyn zaczerpnął z Księgi Jubileuszów 23,17.

### Syria i Egipt
Inna wersja milenaryzmu rozwinęła się w Syrii i Egipcie. Podczas gdy w azjatyckiej koncepcji w tysiącleciu stwórcze działanie Boga miało zostać zintensyfikowane, ta wersja przewidywała tysiącletnią epokę mesjańską, w której twórcze działanie Boga przechodzi w odpoczynek szabatu. 
Idee te brały pod uwagę obliczenia astrologów próbujących ustalić ramy czasowe koncepcji tygodnia wszechświata – siedmiu tysiącleci historii świata. Była to koncepcja popularna w myśli żydowskiej. Ostatnie, siódme tysiąclecie miało odpowiadać siódmemu dniowi stworzenia, czyli szabatowi, w którym Bóg odpoczął. Ostatnie milenium miało być okresem panowania Mesjasza i czasem „odpocznienia świętych”. Taki milenaryzm można odnaleźć u Bardesanesa, Teofila z Antiochii, Hipolita, w Wyroczniach Sybilli oraz u Metodego z Olimpu. Za pośrednictwem Teofila trafił też do Ireneusza z Lyonu, który złączył je z azjatycką koncepcją.

### Aleksandria
W chrześcijaństwie aleksandryjskim, tak ortodoksyjnym jak gnostyckim, milenaryzm pojawił się jedynie u początków, o czym świadczy List Barnaby, ale jest to zapożyczenie pochodzące z zewnątrz, z kręgów  syryjskich. Aleksandria pozostawała pod wpływem koncepcji tygodnia stworzenia wypracowanej przez Filona i rozwijanej przez Klemensa, Orygenesa i Walentynianów. W koncepcji tej panowanie mesjańskie jest całkowicie nieobecne. Siedem dni (gr. hebdomada) świata doczesnego przeciwstawione są ósmemu dniowi (gr. ogdoada) świata wieczności.

### Kościół rzymski
W Kościele rzymskim wiek mesjański wydaje się utożsamiony z czasami Kościoła, które jako takie stanowią siódme tysiąclecie – czas między Wcieleniem a końcem świata. Za potwierdzenie mógł służyć fragment z 2 Listu św. Piotra 3,8, cytujący słowa Psalmu 90(89),4: „jeden dzień u Pana jest jak tysiąc lat, a tysiąc lat jak jeden dzień” i odnoszący go do obecnego wieku. Milenaryzm w wersji z Azji mniejszej był więc Rzymie nieobecny. Pasterz Hermasa świadczy, że zainteresowanie skupiało się na budowaniu Kościoła w doczesności. Doprowadzenie budowy do końca jest warunkiem przyjścia królestwa niebieskiego w jego pełni. Według tego poglądu, Chrystus narodziłby się na początku ostatniego z siedmiu tysiącleci historii świata, a więc 6 tys. lat od stworzenia świata. Ci zatem, którzy poszukiwali daty końca świata, umieszczali ją na rok tysięczny od narodzenia Chrystusa.

### Autorzy milenarystyczni tego okresu
Poglądy milenarystyczne można odnaleźć w zachowanych dziełach następujących pisarzy wczesnochrześcijańskich i Ojców Kościoła:
- Papiasz z Hierapolis – żyjący w pierwszej połowie II w.
- Polikarp – biskup Smyrny
- anonimowy pisarz tzw. Listu świętego Barnaby – początek II w.
- Justyn Męczennik – z Rzymu, II wiek, broni milenaryzmu jako prawowiernej doktryny (Dialog z Żydem Tryfonem 80,1)
- Meliton z Sardes, biskup z II w.
- Ireneusz z Lyonu – zmarły w 202, jeden z najwybitniejszych pisarzy chrześcijańskich II w.; powołuje się na 'prezbyterów' (starszych), którzy poglądy milenarystyczne przyjęli od Jana, uważał milenaryzm za tradycyjną naukę chrześcijańską, bez której nie sposób zrozumieć Pisma Świętego (Adversus haereses, V, 31-32)
- Tertulian – zmarły w 222 roku, wybitny teolog i pisarz chrześcijański, zwolennik montanizmu
- Laktancjusz – pisarz chrześcijański
- Kommodian – moralista chrześcijański
- Wiktoryn z Pettau
- Ambrozjaster z Rzymu, (2. poł. IV w.), prawnik i pisarz chrześcijański

### Krytyka materialnej interpretacji milenium
Część zwolenników chiliazmu interpretowało tysiącletni okres na sposób materialny i zmysłowy. Dotyczy to zwłaszcza doktryn gnostyckich nauczanych przez Cerynta. Spotkało się to z krytyką, jednym z pierwszym był Orygenes (185-254), bardzo płodny i wpływowy autor. Zaczął przedstawiać Królestwo jako wydarzenie, które następuje w sercach wiernych, a nie w określonym czasie i miejscu. Kajusz, kapłan rzymski (przełom II i III w.) oraz biskup Aleksandrii Dionizy, krytykowali Cerynta za ukazywanie tysiąca lat jako czasu wszelkich uciech i swego rodzaju uroczystości weselnych. Podobne materialne koncepcje mieli Kommodian i Laktancjusz (250-330). Ten ostatni przedstawiał następującą wizję, w której rodzenie dzieci jest jedną z cech charakterystycznych tego tysiącletniego okresu:

Po zmartwychwstaniu, Syn Najwyższego... będzie królować wśród ludzi tysiąc lat i będzie nimi rządził najbardziej sprawiedliwą władzą. Wtedy ci, którzy pozostaną przy życiu w swoich ciałach, nie umrą, ale w ciągu tego tysiąca lat zrodzą nieskończone mnóstwo (dzieci). A co do tych, którzy zmartwychwstaną, będą przewodzić żywym jako sędziowie. Słońce stanie się siedem razy jaśniejsze niż teraz; a ziemia okaże swoją płodność i wyda obfite plony. Zwierzęta nie będą już żywić się krwią (Divinae Institutiones VII, 24)

Wraz z odchodzeniem od koncepcji materialnych i zmysłowych na rzecz wizji bardziej duchowej tysiąclecia, milenaryzm stopniowo zmniejszał swoje wpływy i około IV i V w. coraz częściej opowiadano się przeciwko niemu.

## Złoty wiek patrystyczny
W tym okresie zmianę w rozumieniu zasadniczego dla milenaryzmu fragmentu z Księgi Apokalipsy 20,1-7 przez Ojców Kościoła widać po dylemacie Św. Hieronima (ok.331-420), którym dzielił się we wstępie do księgi XVIII swego Komentarza do Izajasza. Jego problem polegał na tym, że jeśli zinterpretuje tysiącletnie panowanie z Księgi Apokalipsy literalnie, to popadnie w judaizowanie. Hieronim rozumiał przez to zamykanie rzeczywistości Nowego Przymierza pełnej Ducha Świętego, w starej, niedoskonałej rzeczywistości Pierwszego Przymierza, która była jedynie jej cieniem, zapowiedzią. Jeśli zaś wytłumaczy ów fragment duchowo, wydaje się, że zaprzeczy wielu starszym autorytetom – „multorum veterum videbimur opinionibus contraire”.
Augustyn z Hippony (354-430) w XX księdze Państwa Bożego, w swej teologicznej analizie przeciwstawił się materialnym i zmysłowym interpretacjom 20 rozdziału Apokalipsy. Podkreślał, że liczba tysiąca lat jest w Biblii symbolem całości ludzkości i wszystkich pokoleń (6.2). Nie może więc być używana do wyznaczania daty końca świata. Tysiącletnie królestwo jest już obecne wewnątrz historii Kościoła (9,1-2):

W ciągu tysiąca lat, gdy diabeł pozostaje w więzach, również i sami święci królują z Chrystusem przez tysiąc lat; a lata te niewątpliwie trzeba pojmować w ten sam sposób, to jest jako lata obecnych już czasów, czasów pierwszego przyjścia Chrystusa. Prócz bowiem tamtego królestwa, o którym powie na końcu: „Pójdźcie, błogosławieni Ojca mego, i obejmijcie zgotowane dla was królestwo” (Mt 25,34), jeśliby w jakiś inny, całkowicie różny sposób święci Jego, do których mówi: „Oto ja jestem wami aż do końca świata” (Mt 28,20), nie królowali z nim już teraz, to z całą pewnością Kościół nie nazywałby się obecnie królestwem Jego albo Królestwem Niebieskim.(...) Po oznajmieniu bowiem o związaniu diabła na tysiąc lat i o późniejszym uwolnieniu go na krótko, streszczając następnie, co w ciągu tego tysiąca lat czyni Kościół lub co się czyni w Kościele, powiada tak: „I ujrzałem trony i siedzących na nich ludzi, którym dano sprawowanie sądu” (Ap 20,4. Zob. też Dn 7,22). Nie trzeba sądzić, że mowa tu o sądzie ostatecznym, lecz należy w tym upatrywać krzesła zwierzchników, jak również samych zwierzchników, którzy rządzą obecnie Kościołem. Co się zaś tyczy danego sprawowania sądu, to – jak się wydaje – niczego nie można przyjąć tu lepiej jak to, o czym powiedziano: „Cokolwiek zwiążecie na ziemi, będzie związane i w niebie, a cokolwiek rozwiążecie na ziemi, będzie rozwiązane i w niebie” (Mt 18,18. Por. J 20,22-23.).

Szatan jest związany przez obcowanie świętych (łac. communio sanctorum) w Kościele, które już się urzeczywistnia. Przebywa w czeluści, tzn. w niezliczonej liczbie serc ludzi niegodziwych, którzy atakują Kościół Boży (Państwo Boże XX,6.3).

## Milenaryzm w ciągu wieków
W późniejszym okresie nawiązywały też do tej koncepcji liczne ruchy religijne i społeczne oraz związki wyznaniowe.

### Średniowiecze
- waldensi
- albigensi
- Joachim z Fiore
- dolcynianie
- lollardzi
- husyci

### Reformacja
- bracia czescy
- anabaptyści

Milenarystą był także Izaak Newton (1643-1727). Swe poglądy na ten temat zawarł w swym dziele Uwagi do proroctw Daniela i Księgi Apokalipsy (Observations upon the Prophecies of Daniel, and the Apocalypse of St. John). Zostało ono opublikowane po jego śmierci.

### Współczesne rodzaje milenaryzmu
W eschatologii współcześnie istniejących wyznań chrześcijańskich można wyróżnić następujące koncepcje Milenium:
- premilenaryzm – powrót Chrystusa zapoczątkuje Milenium, które zakończy się Sądem,
- premilenaryzm dyspensacjonalistyczny – wyznają go m.in. niektórzy baptyści i Kościół Nowoapostolski, Jezus jako mesjański król ma osądzić świat, w którym władzę ma diabeł, i zaprowadzić nowy Boży „wiek”, poprzedzający wieczność. Przed wniebowstąpieniem Jezus zapowiedział swój powrót, którego uczniowie mają oczekiwać z czujnością. Jednak przed ostatecznym powrotem, według tej wersji milenaryzmu, Jezus przyjdzie, aby chrześcijanie zostali „porwani w powietrze, na obłoki naprzeciw Pana” (1. List do Tesaloniczan 4,17). Dopiero po krótkim czasie ucisku na ziemi, przyjdzie ostatecznie wraz z Kościołem w mocy i w chwale, by rozpocząć tysiącletnie królowanie, na koniec którego dokona ostatecznego sądu[16].
- postmilenaryzm – Tysiąclecie zakończy się powrotem Chrystusa i Sądem Ostatecznym,
- amilenaryzm – milenium pojmowane symbolicznie, jako czasy Kościoła w historii.

## Inne doktryny milenarystyczne
Istnieją też inne interpretacje.

### Adwentyzm
Adwentyści, w tym adwentyści dnia siódmego w odróżnieniu od innych denominacji również adwentystycznych, wierzą w „Milenium”, które będzie zachodzić nie na Ziemi, lecz w Niebie (patrz: J. 14:1-3, 1 Tes. 4:15-17). Ziemia ma w tym czasie być martwą otchłanią z powodu plag ostatecznych (podobną do otchłani przy stworzeniu świata) i zarazem więzieniem dla szatana. Przy końcu „Milenium” Nowe Jeruzalem pełne zbawionych ma zstąpić z Nieba na Ziemię, rozpoczynając Sąd Ostateczny. Ze względu na tę kwestię adwentyści dnia siódmego nie zawsze są zaliczani do milenarystów.

### Świadkowie Jehowy
Świadkowie Jehowy nauczają o Dniu Sądu, a także o tysiącletnim panowaniu Chrystusa (rzadziej Millennium) jako o okresie, w którym Jezus wspólnie z gronem 144 000 będzie osądzać pozostałych przy życiu ludzi, włączając w to zmartwychwstałe jednostki (Obj 20:11-12; 2 Tym 4:1). Rozpocznie się uwięzieniem Szatana i demonów w otchłani (ἄβυσσος) na literalne 1000 lat (Obj 20:1-4). W tym czasie ludzie będą osądzani na podstawie stosunku do wskazówek zamieszczonych w nowych zwojach, których treść zostanie udostępniona po Armagedonie (Obj 20:12). Z końcem 1000 lat ludzie osiągną stan doskonałości (Obj. 20:5) i zostaną poddani ostatecznej próbie, mającej dowieść ich lojalności względem Boga (Obj. 20:7-10). Ci, którzy pomyślnie ją przejdą, zostaną nazwani świętymi (Obj. 20:9) i będą żyć wiecznie w raju na ziemi (Ps. 37:29).

### Inne związki i ruchy
- Badacze Pisma Świętego
- Kościół Katolicki Mariawitów w RP
- Niektóre Kościoły ewangelikalne, na przykład:
  - Kościół Wolnych Chrześcijan
  - Biblijny Kościół Baptystyczny
  - Kościół Zielonoświątkowy
  - Kościół Ewangelicznych Chrześcijan
  - Kościół Ewangeliczny w RP
- mormoni
- rastafarianie

## Stanowisko Kościoła katolickiego
Również Magisterium Kościoła katolickiego ustosunkowało się w XX wieku do doktryny milenarystycznej. Kongregacja Świętego Oficjum w czasach II wojny światowej, 19 lipca 1944 r.  wydała dekret dotyczący poglądów zawartych w wydanej ok. 1812 r. książce ks. Manuela de Lacunza y Díaz pt. Przyjście Mesjasza w chwale i majestacie (hiszp. Venida del Mesías en gloria y majestad). W dekrecie, potwierdzonym przez papieża Piusa XII, Kongregacja odrzuciła formę milenaryzmu głoszącą, że Chrystus przed sądem ostatecznym przyjdzie panować na ziemi widzialnie i w ciele. Kongregacja nazwała to wersją umiarkowaną milenaryzmu (Denziger-Schönmetzer 3839). 
Dekret ten został przytoczony w wydanym po soborze Katechizmie Kościoła Katolickiego w punkcie 676. W Katechizmie podkreślono, że błędem wynikającym z oszustwa Antychrysta jest oczekiwanie wypełnienia nadziei mesjańskiej w historii, gdyż może się ona urzeczywistnić „wyłącznie poza historią przez sąd eschatologiczny”. W następnym punkcie podano bardziej szczegółowo wiarę Kościoła dotycząca końca świata doczesnego, końca historii:

Kościół wejdzie do Królestwa jedynie przez tę ostateczną Paschę, w której podąży za swoim Panem w Jego Śmierci i Jego Zmartwychwstaniu (Por. Ap 19, 1-9). Królestwo wypełni się więc nie przez historyczny triumf Kościoła (Por. Ap 13,8), zgodnie ze stopniowym rozwojem, lecz przez zwycięstwo Boga nad końcowym rozpętaniem się zła (Por. Ap 20,7-10), które sprawi, że z nieba zstąpi Jego Oblubienica (por. Ap 21, 2-4). Triumf Boga nad buntem zła przyjmie formę Sądu Ostatecznego (por. Ap 20,12), po ostatnim wstrząsie kosmicznym tego świata, który przemija (por. 2 P 3,12-13). /KKK 677/

Pewną formę milenaryzmu, dokładniej duchowe tysiącletnie panowanie głosił w swych zapiskach ks. Stefano Gobbi (1930-2011), założyciel Kapłańskiego Ruchu Maryjnego. Mówił on o panowaniu Chrystusa na ziemi przez symboliczne tysiąc lat, nie w ciele jednak, ale duchowo poprzez sakramenty. Ponieważ dekret Świętego Oficjum z 1944 r. potępiał mówienie o przyjściu Chrystusa fizycznie na ziemi, by panować tysiąc lat, wersja ks. Gobbiego nie jest objęta orzeczeniem Kongregacji. Dlatego też wierzący mają wolność w wyznawaniu bądź niewyznawaniu tych poglądów. Kardynał Joseph Ratzinger, jako prefekt Kongregacji Nauki Wiary w latach 1981–2005, w rozmowie z teologiem Martino Penasa miał się wypowiedzieć, że odnośnie do koncepcji tysiącletniego duchowego królowania Chrystusa na ziemi „Stolica Apostolska nie wypowiedziała się definitywnie na ten temat” i „kwestia jest jeszcze otwarta na dyskusję”.